# Дудин, Михаил Александрович
Михаи́л Алекса́ндрович Ду́дин (7 [20] ноября 1916, деревня Клевнево, Нерехтский уезд, Костромская губерния, Российская империя — 31 декабря 1993, Санкт-Петербург, Россия) — русский советский прозаик, поэт, переводчик и журналист, военный корреспондент. Общественный деятель, сценарист, автор текстов песен и более 70 книг стихов. Герой Социалистического Труда (1976), лауреат Государственной премии СССР (1981).

## Биография
Родился 7 (20) ноября 1916 года в деревне Клевнево Середской волости Нерехтского уезда Костромской губернии (сейчас в Фурмановском районе Ивановской области) в семье крестьян. О начале жизни поэт вспоминал так:

Край наш текстильный, и мои родители, как и большинство населения, подрабатывали зимой на фабриках. Отец — раклистом ситцепечатником, мать — ткачихой. Мальчишек-ровесников в деревне у меня не было. Единственным другом в детстве был мой дед Павел Иванович, человек по-своему замечательный. Работая на фабрике, он стал шлихтовальным мастером, откупился от барина, приобрёл у него клочок земли и основал нашу деревню.
Ещё до того, как я пошёл в школу, он научил меня читать по „Потерянному и возвращённому раю“ Мильтона — громадной книге с иллюстрациями Доре, на одной странице английский текст, на другой — русский. Были у него и другие книги: „Жития святых“, Жуковский, Пушкин, Никитин и Некрасов. Больше всех нам нравилась „Орина, мать солдатская“, и мы, читая её, не раз плакали…
(Михаил Дудин «По дороге к радости»)

Окончил Ивановскую текстильную фабрику-школу, учился на вечернем отделении Ивановского пединститута и работал в местной газете.
Начал печататься с 1935 года. Первый сборник стихов вышел в 1940 году в Иванове. С 1939 года на фронте, сначала на Финской войне,  затем до начала декабря 1941 года лейтенант Дудин находился на  полуострове Гангут (по-фински – Ханко).  Советская военно-морская база, расположенная у входа в Финский залив, более трёх месяцев препятствовала входу в него немецко-фашистских кораблей. В газете «Красный Гангут» встретился с земляком, художником Борисом Пророковым.

С 1942 года работал во фронтовых газетах, в том числе в осаждённом нацистами Ленинграде. Как он позже писал о себе:

Я воевал, и, знать, недаром

Война вошла в мои глаза.

Закат мне кажется пожаром,

Артподготовкою — гроза.

На взгорье спелая брусника

Горячей кровью налилась.

Поди, попробуй, улови-ка

И объясни мне эту связь.
В 1949 году возглавил ленинградский Комитет защиты мира и оставался на этом посту до 1970 года. Вместе с Николаем Тихоновым стал инициатором создания Зелёного пояса Славы. По его инициативе был создан первый послевоенный мемориал, посвящённый героической обороне полуострова Ханко.

Член ВКП(б) с 1951 года. В 1965—67 гг. — первый секретарь Ленинградской областной писательской организации Союза Писателей РСФСР. На IV съезде СП СССР в 1967 году он делал главный доклад о советской поэзии. Секретарь Правления СП СССР (1986—1991). Сопредседатель Союза российских писателей с 1991 года. Депутат Верховного Совета СССР (1975—1985).
В 1960 году появилось издание «Четвёртая зона» — альбом со стихами Михаила Дудина и гравюрами Андрея Ушина, посвящёнными Курортному району Ленинграда. А в 1964 году была издана поэма Дудина «Песня Вороньей горе», также проиллюстрированная гравюрами Ушина. В книге значилось, что все деньги, полученные от продажи, будут перечислены в фонд строительства памятника героям обороны Ленинграда (монумент на площади Победы). Таковы традиции благотворительности, которые поэт поддерживал на протяжении всей своей жизни.
5 сентября 1973 года в «Литературной газете» было опубликовано письмо четырёх ленинградских писателей, среди них Дудина, под шапкой «Гневно осуждаем», в которой осуждали А. Д. Сахарова.
Является автором надписей на пропилеях у входа на Пискарёвское мемориальное кладбище и на монументе героическим защитникам Ленинграда. Вместе с Семёном Гейченко Дудин был инициатором проведения на Псковщине в Михайловском Всесоюзных пушкинских праздников поэзии. За организацию и проведение Всесоюзного пушкинского праздника поэзии и пропаганду творчества А. С. Пушкина в 1977 года Дудину было присвоено звание «Почётный гражданин Пушкинских Гор». Стихи Дудина высечены на обелиске на могиле неизвестного солдата, при входе в Михайловские рощи со стороны деревни Бугрово.
Совместно с Сергеем Орловым он написал сценарий фильма «Жаворонок» (1964), посвящённого подвигу танкистов, оказавшихся в плену на территории Германии.
Перевёл множество стихов с языков народов СССР. Гонорар за книгу «Земля обетованная», изданную в 1989 году в Ереване, поэт передал жертвам землетрясения в Армении.
В октябре 1993 года подпись Дудина появилась в «Письме 42-х». Бывший главный редактор ленинградского журнала «Аврора» Эдуард Шевелёв утверждает, что незадолго до своей смерти Дудин отрицал, что подписывал это письмо.
Скончался 31 декабря 1993 года в Санкт-Петербурге. Похоронен в селе Вязовское Фурмановского района Ивановской области.
На стихи Михаила Дудина написаны песни, звучащие в кинофильмах «Укротительница тигров» и «Максим Перепелица», была написана кантата Юрия Левитина «Вечерние песни», цикл песен Златы Раздолиной и песни других композиторов (в том числе Давида Тухманова, Андрея Петрова и Юрия Антонова). На стихотворение «Снегири» написал песню не только Юрий Антонов, но ранее и Евгений Жарковский.

Для военной лирики Дудина, которая сделала его популярным, характерно сочетание мужества, трезвого взгляда на страдания и трепетного переживания красоты природы. В его самом известном стихотворении «Соловьи» (1942) Дудин противопоставляет весеннюю природу и солдата, который умирает. Наряду с актуальными темами (послевоенное строительство и борьба за мир) сквозь всё его творчество проходят воспоминания о фронте и блокаде, воспоминания о погибших, и это часто определяет его образный язык. Дудин любит обращаться к своим персонажам от лица лирического героя, пытаясь охарактеризовать их с помощью авторского комментария, в то время как собственно действие, даже в поэмах, отходит на второй план. В некоторых стихотворениях Дудина чувствуется, что возникли они случайно, вовсе не по внутренней необходимости.
— Вольфганг Казак

## Личная жизнь
- Жена - Ирина Николаевна Тарсанова (7 апреля 1920 — 21 мая 2005), редактор Ленфильма.
- Дочь - Елена Михайловна Грищенко (род. 1957), редактор, преподаватель МГИМО.

## Награды и премии
- Герой Социалистического Труда (1976)
- Государственная премия СССР (1981) — за циклы стихов «Седое сердце», «Дерево для аиста», «Полярный круг», «Западный берег», «Забытая тетрадь»
- Государственная премия РСФСР имени М. Горького (1972) — за книгу стихов «Время» (1969)
- два ордена Ленина
- орден Октябрьской революции
- орден Трудового Красного Знамени
- орден Отечественной войны II степени
- орден Дружбы народов
- Медаль «За отвагу»
- Медаль имени Александра Фадеева
- Почётный гражданин Еревана (1986)

## Память
- С 1994 года Отдел культуры администрации Фурмановского муниципального района проводит районный песенно-поэтический фестиваль, посвященный памяти Михаила Александровича Дудина. С 1996 года этот фестиваль, получивший название «Сей зерно!», приобрел статус областного, в рамках которого в 1997 году была учреждена областная премия имени М. А. Дудина.
- В Ивановском областном художественном музее в ноябре 1996 года открыта комната-музей М. А. Дудина, в библиотеке села Широкова — общественный музей М. А. Дудина.
- 12 мая 2005 года в Санкт-Петербурге на доме № 8 по Малой Посадской улице, в котором жил поэт, была открыта мемориальная доска (скульптор Григорий Ястребенецкий, архитектор Вячеслав Бухаев).
- В сентябре 2009 года в Ивановском Государственном университете был открыт музейный кабинет М. А. Дудина[5].
- В  июне 2012 года в Санкт-Петербурге в районе новостроек «Северная долина» появилась улица Михаила Дудина, на которой 20 ноября того же года была торжественно открыта памятная доска в честь поэта[6][7].
- Выпущен почтовый конверт с портретом поэта.
- 30 ноября 2018 года на Большой Посадской улице состоялось открытие памятника Михаилу Дудину. Его автором является скульптор Надежда Вострикова[8].

## Столетие со дня рождения поэта
- В Санкт-Петербурге издана книга избранных стихотворений «И песня, и душа» (составитель Б. Г. Друян)[9].
- В Иванове в Литературном сквере на улице Демидова в рамках мероприятий к 100-летию со дня рождения Михаила Дудина 18 ноября 2016 года открыт бронзовый бюст поэта (скульптор Владимир Острижнов). Бюст изготовлен за счёт благотворительных взносов[10] .
- 16 ноября 2016 года состоялась церемония присвоения Шлиссельбургской библиотеке имени поэта. В 80-е годы Дудин неоднократно встречался с читателями в Шлиссельбурге и Кировске. Будучи депутатом Верховного Совета, Михаил Александрович помог библиотеке получить собственное помещение на втором этаже дома молодого специалиста (дом № 1 по Староладожскому каналу)[11]
- В 2016 году в Петрозаводске издан сборник «Михаил Дудин и Карелия» (составитель С. А. Шапиро — филолог, заслуженный учитель Карелии)[12].

## Прочие сведения
- В 1985 году Михаил Дудин написал стихотворение «Надпись на ядерном реакторе»:

Жизнь — беззащитна, и любовь — нежна.
И разум Землю облагает данью.
И точная ответственность должна

Сопутствовать великому познанью.
Через год после написания этого стихотворения случилась авария на ЧАЭС.
- В фильме «Ключ без права передачи» Михаил Дудин читает свои стихи «Над могилой Пушкина».